# Adam Kruk
Adam Kruk (ur. 1983 w Szczecinie) – polski krytyk filmowy, dziennikarz i filmoznawca.

## Życiorys
Absolwent filmoznawstwa na Uniwersytecie Adama Mickiewicza w Poznaniu. Studiował także w Instytucie Sztuk Audiowizualnych Uniwersytetu Jagiellońskiego w Krakowie i na Uniwersytecie Kalabryjskim. Wykładał w Instytucie Studiów Klasycznych, Śródziemnomorskich i Orientalnych Uniwersytetu Wrocławskiego, Dolnośląskiej Szkole Wyższej i Policealnym Studium Animatorów Kultury „SKiBA” we Wrocławiu, obecnie w Instytucie Kulturoznawstwa Uniwersytetu Wrocławskiego.
Współpracował jako publicysta z czasopismami: „Film”, „Kino”, „Ekrany”, „Kwartalnik Filmowy”, „Replika” oraz portalami Filmweb, Dwutygodnik, Czas Kultury. Współtwórca i koordynator projektu Polish Cinema for Beginners, wyróżnionego Nagrodą Polskiego Instytutu Sztuki Filmowej, strony Popvictims.pl oraz programu „Flaneur Kulturalny” realizowanego dla Narodowego Instytutu Audiowizualnego. Był kuratorem Brave Festivalu we Wrocławiu odpowiedzialnym za program filmowy oraz Dyskusyjnego Klubu Filmowego „Centrum” w Dolnośląskim Centrum Filmowym.
Laureat Grand Prix w Konkursie o Nagrodę im. Krzysztofa Mętraka (2012), w 2018 r. nominowany do Nagród Polskiego Instytutu Sztuki Filmowej w kategorii krytyka filmowa. Wiceprezes Società Dante Alighieri we Wrocławiu, członek Europejskiej Akademii Filmowej, koła elektorów Złotych Globów, Międzynarodowej Federacji Krytyków Filmowych FIPRESCI, Koła Piśmiennictwa Filmowego Stowarzyszenia Filmowców Polskich i Wrocławskiej Fundacji Filmowej.

## Publikacje
- Polskie kino niezależne (Poznań 2005, współautor, red. Mikołaj Jazdon, ISBN 978-83-61006-17-6)
- Cóż wiesz o pięknem?: szkice o literaturze, języku, muzyce i filmie (Poznań 2007, współautor, red. Tomasz Mizerkiewicz, Wiesław Ratajczak, ISBN 978-83-88176-87-6)
- Tutejsi (Wrocław 2009, redaktor, Kolegium Europy Wschodniej, ISBN 978-83-61617-21-1)
- Jan Nowak-Jeziorański (Wrocław 2010, redaktor, Kolegium Europy Wschodniej, ISBN 978-83-61617-65-5)
- Stanisław Lenartowicz: twórca osobny (Wrocław 2011, współautor, red. Rafał Bubnicki, Andrzej Dębski, ISBN 978-83-62584-03-1)
- Wajda. Przewodnik Krytyki Politycznej (Warszawa 2013, współautor, red. Jakub Majmurek, Wydawnictwo Krytyki Politycznej, ISBN 978-83-63855-22-2)
- Sylwester Chęciński (Wrocław 2015, współautor, red. Rafał Bubnicki, Andrzej Dębski, ISBN 978-83-62584-71-0)
- David Lynch. Polskie spojrzenia (Toruń 2017, współautor, red. Anna Osmólska-Mętrak, Radosław Osiński, Fundacja Tumult, ISBN 978-83-61580-22-5)
- Pomiędzy retro a retromanią (Gdańsk 2018, współautor, red. Małgorzata Major, Patrycja Włodek, Wydawnictwo Naukowe Katedra, ISBN 978-83-65155-22-1)
- RE-wersy. Kazimierz Kutz na nowo odczytany (Katowice 2019, współautor, red. Paulina Kwas, Instytucja Filmowa Silesia Film)
- Italien–Polen Kulturtransfer im europäischen Kontext (Berlin 2020, współautor, red. Martin Henzelmann, Christoph Oliver Mayer, Gianluca Olcese, wydawnictwo Peter Lang, ISBN 978-3-631-81810-7)